# Kreuz-Schnellkäfer
|                                           |
| Bild 1: Stirnleiste, rechts grün getönt   |
|                                           |
| Bild 2: Schenkeldecken rechts grün getönt |

|                                                                                 |
| Bild 3: Prosternalnaht, rechts grün getönt Prosternallappen, rechts blau getönt |

Der Kreuzschnellkäfer (Selatosomus cruciatus) ist ein Käfer aus der Familie der Schnellkäfer und der Unterfamilie der Ctenicerinae. Das schwarze Kreuz auf den Flügeldecken sowie die bunte Färbung auf dem Halsschild und der Körperunterseite machen den Käfer innerhalb der Gattung Selatosomus unverwechselbar. Der Käfer wird zehn bis vierzehn Millimeter lang.
Die Art wird in der Roten Liste gefährdeter Arten Deutschlands unter der Kategorie 3 (gefährdet) geführt. In Rheinland-Pfalz ist sie als selten ohne aktuelle Gefährdung  eingestuft. In Nordrhein-Westfalen gilt sie als verschollen (seit über fünfzig Jahren nicht mehr aufgefunden).

## Bemerkungen zum Namen
Die Art wurde von Linnaeus 1758 unter dem wissenschaftlichen Namen Elater cruciatus erstmals beschrieben. Die kurze Beschreibung  enthält die  Wendung: cruce nigra margineque nigro (lat., mit schwarzem Kreuz und schwarzem Rand). So erklärt sich der Artname cruciātus (lat.  crux, crúcis, Kreuz, mit einem Kreuz versehen).
Die Gattung Selatosomus wurde von dem  Engländer Stephens 1830 aufgestellt.
Der Gattungsname Selatosōmus (von altgr. σέλας, σέλατος sélas, sélatos, Glanz und σώμα sōma, Leib) drückt aus, das der Körper metallisch glänzt. Stephens schreibt dazu: The typical species of this genus are eminently distinguished by the splendour and brilliancy of their colouring, the surface glabrous and richtly adorned with lively metallic hues (en.: Die typischen Arten dieser Gattung sind hervorragend durch den Glanz und die Brillanz ihrer Färbung, die unbehaarte und mit lebhaften metallischen Farbtönen geschmückte Oberfläche ausgezeichnet).
Die Gattung Selatosomus ist in Europa mit zehn Arten in zwei Untergattungen vertreten. Selatosomus cruciatus gehört zur Untergattung Pristilophus Weltweit gibt es über siebzig Arten, die auf fünf Untergattungen verteilt sind.

## Beschreibung des Käfers
Beim Kreuzschnellkäfer als Vertreter der Unterfamilie Ctenicerinae verlaufen die Stirnleisten, die über den Fühlereinlenkungen vor den Augen entspringen, schräg nach vorn, dann zur Mitte hin, wo sie enden, bevor sie die Kopfmitte erreicht haben (Bild 1). Die Vorderbrust ist vom Kopf bis zu den Vorderhüfthöhlen mit den Unterseiten des Halsschildes (Vorderbrustepisternen) verwachsen. Die Verwachsungsnaht ist nicht zur Aufnahme der Fühler vertieft und nur nach innen durch eine Linie abgesetzt (einfache Prosternalnaht, Bild 3). Im Vergleich zur Gattung Ctenicera, die der Unterfamilie den Namen gibt, ist der Abschluss der Vorderbrust zum Kopf hin (Prosternallappen, Mentonnière) stärker nach vorn und unten erweitert und rund, nicht abgestutzt (Bild 3, orange markiert). Er verdeckt die Mundwerkzeuge bis zum Oberkiefer, wenn der Käfer den Kopf leicht nach unten senkt. Hinten ist die Vorderbrust in eine lange Spitze ausgezogen (Bild 3), die in eine entsprechende Grube in der Mittelbrust einrasten und wieder herausschnappen kann. Dieser für die Familie typische Schnellmechanismus ermöglicht es dem Käfer, sich aus der Rückenlage in die Luft zu schnellen.
Die Beine sind rostrot, manchmal etwas angedunkelt. Die Tarsen sind alle fünfgliedrig. Die Krallen sind nicht gezähnt oder gesägt.
Die Hinterhüfte, die nach hinten an die Hinterbrust anschließt, ist zur teilweisen Aufnahme der Hinterschenkel ausgehöhlt. Den Teil, der mit der Hinterbrust auf gleicher Ebene liegt, nennt man Schenkeldecke. Die Schenkeldecken verschmälern sich beim Kreuzschnellkäfer nach außen stark, so dass die glänzende Seite der Schenkelhöhlen, die sich auf dem Niveau des Hinterleibs befinden, in der Draufsicht gut sichtbar ist (Bild 2).
Die Oberseite erscheint mit bloßem Auge unbehaart. Der schwarze Halsschild hat auf beiden Seiten einen länglichen roten Fleck. Die Zeichnung auf den Flügeldecken in Form eines Kreuzes kann stark reduziert sein, so dass nur ein Schulterfleck und die Naht, an der die Flügeldecken aneinanderstoßen, schwarz bleiben. Oder die Schwärzung ist großflächig, so dass auf jeder Flügeldecke nur noch zwei längliche rotgelbe Flecken zu sehen sind. Auch auf der schwarzen Unterseite befinden sich beiderseits gelbrote Längsstreifen.
Der Kopf ist klein und deutlich schmäler als der Halsschild: Die Mundwerkzeuge zeigen in Ruhestellung nicht nach unten, sondern nach vorn (prognath). Die elfgliedrigen Fühler haben im Unterschied zu anderen Gattungen der Unterfamilie auch bei den Männchen keine lang ausgezogene Fühlerglieder (gekämmt). Das zweite Glied ist kurz, das dritte langgestreckt, beide nicht erweitert. Die folgenden Glieder sind leicht nach innen erweitert (gesägt), und kürzer als das dritte, aber ihre Erweiterung ist außen nicht spitzwinklig. Das vierte Glied ist nicht länger als das dritte, aber deutlich länger als das fünfte.
Der Halsschild ist seitlich deutlich gerandet, vorn jedoch nicht. Er besitzt lange Hinterwinkel, die gekielt und von unten betrachtet am Ende breit abgestumpft sind (Bild 3).

## Vorkommen
Der Käfer ist in Mitteleuropa weit verbreitet, seine Häufigkeit nimmt jedoch von Nordosten nach Südwesten ab. Sein Verbreitungsgebiet reicht dort bis zu den Pyrenäen. Im Osten ist er über Nordeuropa bis Sibirien verbreitet, er kommt auch in Nordamerika vor. In höheren Gebirgen fehlt er.
Die Käfer leben in Buchenwäldern, auf feuchten Sandböden in Ufernähe und an Waldrändern. An den Fundstellen können sie häufiger auftreten, gebietsweise ist die Art jedoch selten bis sehr selten. Die adulten Tiere findet man im Mai und Juni auf Gebüsch, an Baumstümpfen und an liegendem Holz.

## Lebensweise
Die Larven leben im Boden und ernähren sich von Wurzeln krautiger Pflanzen.